# زعفران ایران، با نگاه پژوهشی
زعفران ایران، با نگاه پژوهشی کتابی از حسن ابراهیم زاده، طیبه رجبیان، پروانه ابریشم چی، رویا کرمیان، و عذرا صبورا است که در سال ۱۳۸۵ منتشر و در مراسم کتاب سال جمهوری اسلامی ایران به‌عنوان کتاب برگزیده معرفی شد.